# Galagania gracilis
Galagania gracilis är en flockblommig växtart som först beskrevs av Rudolf V. Kamelin och Pimenov, och fick sitt nu gällande namn av Rudolf V. Kamelin och Pimenov. Galagania gracilis ingår i släktet Galagania och familjen flockblommiga växter. Inga underarter finns listade i Catalogue of Life.